# Cabotégravir
Le cabotégravir est une molécule de type inhibiteur de l'intégrase du VIH, avec une demi-vie longue, en cours de test depuis le début des années 2010 comme traitement de ce dernier. il présente une structure carbamoyl pyrimidone lié via un amide à un substituant difluorobenzène similaire à celle du dolutégravir.

## Pharmacocinétique
En prise orale, la demi-vie plasmatique dépasse 31 h. par voie sous cutanée ou intramusculaire, elle dépasse 30 jours.

## Efficacité
En association avec la rilpivirine en injection mensuelle ou tous les deux mois, son efficacité est comparable avec une trithérapie par voie orale quotidienne classique, l'administration tous les deux mois étant d'efficacité comparable à celle par intramusculaire mensuelle.
Il est aussi très efficace en traitement préventif.